# Ich werde dich auf Händen tragen (1958)
Ich werde dich auf Händen tragen ist ein deutsches Filmdrama, das 1958 unter der Regie von Veit Harlan entstand. Der von Gero Wecker produzierte Spielfilm basiert frei auf der Novelle Viola Tricolor von Theodor Storm. Die Uraufführung des in Agfacolor gedrehten Farbfilms erfolgte am 7. November 1958 im Gloria-Palast in Stuttgart.
Der Film steht in keinem inhaltlichen Zusammenhang mit dem gleichnamigen Film von 1943.

## Handlung

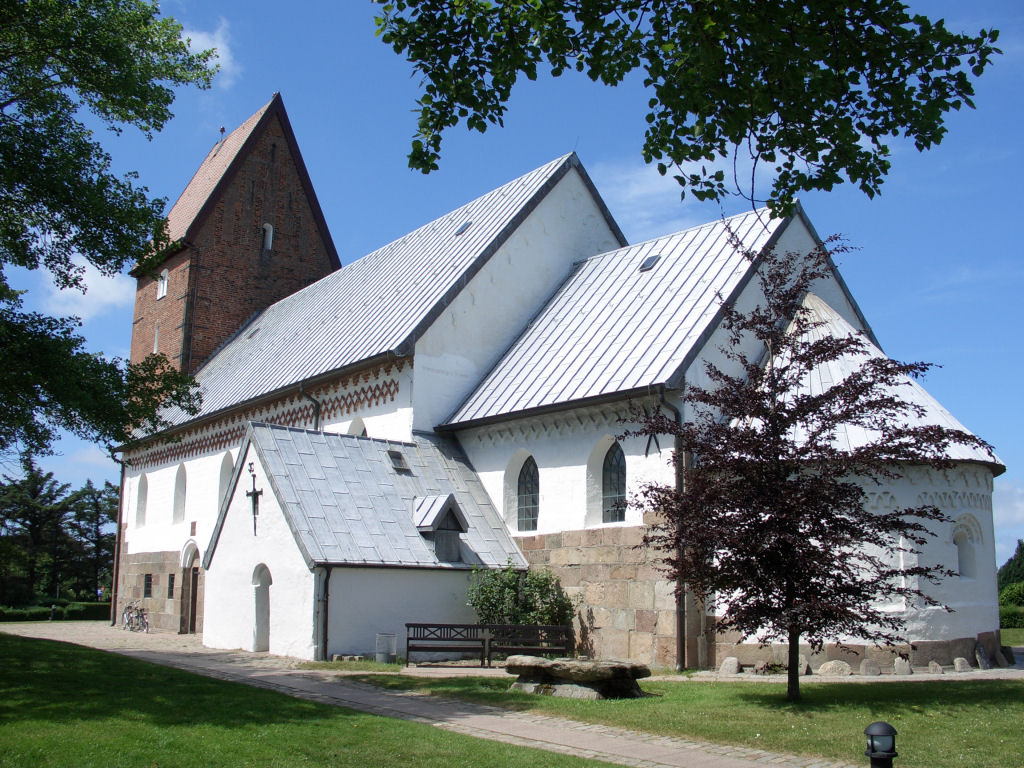
Die Kirche St. Severin in Keitum auf Sylt diente als Schauplatz für die Hochzeit.

Bei einem Spaziergang in den holsteinischen Dünen hört ein Mann ein Klavierspiel aus dem Fenster eines Hauses klingen. Die Frau am Flügel bittet ihn hinein. Schnell lernen sich die beiden näher kennen. Die Pianistin Ines Thormälen hatte sich nur noch der Musik gewidmet, nachdem sie von ihrem Verlobten verlassen wurde. Der aus Südtirol stammende Antiquitätenhändler Rudolf Asmus lebt mit seiner achtjährigen Tochter Agnes, genannt Nesi, in einem Haus in Fiesole bei Florenz. Seit dem Tod seiner Frau Maria, ebenfalls eine Pianistin, ist das Mädchen zum Inhalt seines Lebens geworden. Bald beschließen Ines und Rudolf zu heiraten.
Ines zieht zu Rudolf nach Italien. Schon die Ankunft des Paares wird von Nesi argwöhnisch beobachtet. Nesi, die von der Kinderfrau Anne zu abgöttischer Liebe zur verstorbenen Mutter erzogen wurde, reagiert zunehmend eifersüchtig und störrisch. Als Ines einen verwilderten Teil des Gartens und einen abgesperrten Pavillon entdeckt, behauptet das kleine Mädchen, dass nachts vom dortigen Flügel noch immer das Klavierspiel der Mutter ertönt. Auch Anne ist von der neuen Frau an Rudolfs Seite alles andere als angetan.

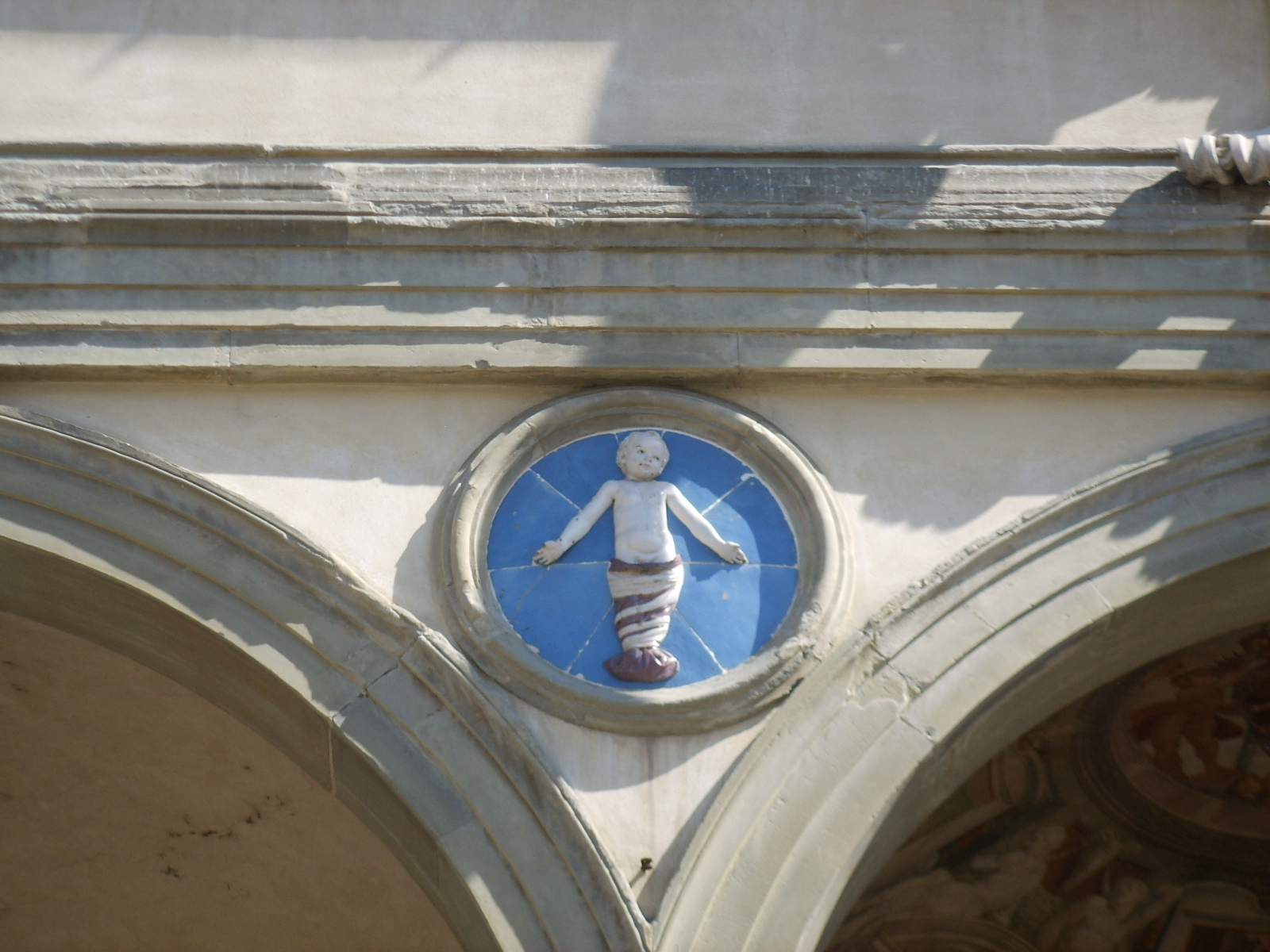
In einer zentralen Szene des Films legte Kristina Söderbaum Blumen unter eines der Tondi am Ospedale degli Innocenti in Florenz.

Rudolf versucht, alles für Ines zu tun. Er schenkt ihr ein Auto, das sie sogleich mit Rudolfs väterlichem Freund Dr. Compagnuolo ausprobiert. Auch das italienische Hausmädchen Pia und der kauzige Chauffeur Georg aus Berlin sorgen für einige fröhliche Momente. Aber schon bald schlägt Ines der Hass von Nesi und Anne regelrecht entgegen. Das Mädchen versteckt den Schlüssel des Flügels, um zu verhindern, dass Ines weiterhin darauf spielt. Anne, die das weiß, stellt sich schützend vor das Kind. Ines stellt Rudolf über das Verhalten seiner Tochter zur Rede. Nach einer weiteren Konfrontation gibt Dr. Compagnuolo seinem Freund den Rat, Anne zu entlassen, was dieser jedoch ablehnt. Unterdessen fährt Ines nach Florenz, wo sie in der Hoffnung bald ein Kind zu bekommen, vor dem Ospedale degli Innocenti Blumen niederlegt.
In der Nacht tobt ein schweres Gewitter. Ines glaubt, aus dem Pavillon das Klavierspiel der verstorbenen Maria zu hören. In ihrer Verzweiflung gesteht Ines ihrem Mann, dass sie mit dem Gedanken spielt, nach Holstein zurückzukehren. Rudolf verspricht ihr, den Pavillon wieder zu öffnen und herzurichten. Nesi, die das Gespräch belauscht, will das verhindern und legt im Pavillon Feuer. Das Gebäude und der Flügel der verstorbenen Mutter verbrennen. Rudolf und Ines glauben, dass dort ein Blitz eingeschlagen hat. Am nächsten Morgen erzählt Ines, dass sie schwanger ist.
Einige Zeit später kommt es zu einer dramatischen Auseinandersetzung. Anne wirft Ines vor, dass Nesi auf ein Internat musste und unterdessen ein Porträt Marias aus dem Salon entfernt wurde. Ines kündigt Anne und wirft sie aus dem Haus, worüber sich auch Georg und Pia freuen, die inzwischen verheiratet sind und ebenfalls ein Kind erwarten. Während Rudolf verreist ist, holen Ines und Georg die kleine Nesi aus dem Internat zurück. Zu Hause erfährt das Mädchen, dass Anne weg ist und Ines ein Kind erwartet. Um dem Ärger mit der zornigen Nesi aus dem Weg zu gehen, fährt Ines zu Dr. Compagnuolo.
Am folgenden Tag erfahren Ines und Compagnuolo, dass Nesi spurlos verschwunden ist. Gegenüber Georg und Pia hat sie damit gedroht, sich umzubringen. Tatsächlich sitzt das Mädchen in einem Zug nach Bozen, wo ein Bruder Annes lebt. Im Zugabteil trifft Nesi auf einen Priester, dem sie von ihrem Hass auf die Stiefmutter erzählt. Der Priester weist das Kind auf die Falschheit seiner Auffassung hin. Nicht umsonst habe Gott einer der schönsten Blumen, der Viola tricolor, den Namen Stiefmütterchen gegeben. Er kann Nesi davon überzeugen, nach Hause zurückzukehren und die zu erwartende Strafe auf sich zu nehmen.
Als Rudolf von seiner Reise zurückgekehrt ist, macht er der Ines wegen Nesi und Annes Entlassung schwere Vorwürfe. Kurz bevor das Paar erfährt, dass sich Nesi bereits auf dem Heimweg befindet, erleidet die hochschwangere Ines einen Zusammenbruch. Fast zeitgleich mit Nesis Ankunft, bekommt Ines Zwillinge. Die Entbindung und die Aufregungen haben Ines schwer zugesetzt. Dr. Compagnuolo lässt Nesi in Ines’ Zimmer, wo es zu einer Aussprache zwischen den beiden kommt. Das reumütige Mädchen erkennt nun die Zwillinge als Geschwister und Ines als Mutter an. Ines erholt sich wieder. Gemeinsam mit Rudolf, Nesi und den Zwillingen geht sie in den wieder gepflegten Garten, wo Nesi ein Stiefmütterchen pflückt.

## Entstehungsgeschichte

### Vorgeschichte
Veit Harlan, war wegen seiner Inszenierung des antisemitischen Propagandafilms Jud Süß (1940) in der Nachkriegszeit zwar sehr umstritten. Bei der westdeutschen Filmindustrie galt er aber weiterhin als fähiger und zugkräftiger Regisseur, der regelmäßig Aufträge erhielt. Auch seine beiden Skandalfilme Anders als du und ich (§ 175) (1957) und Liebe kann wie Gift sein (1958), die er für den Berliner Produzenten Gero Wecker drehte, erwiesen sich als gutes Geschäft. Auf Weckers Bitte übernahm Harlan im Sommer 1958 die Regie bei den bereits begonnenen Dreharbeiten zu dem Film Es war die erste Liebe, da dessen ursprünglicher Regisseur Fritz Stapenhorst der Aufgabe nicht gewachsen war. Unter der Bedingung, als Regisseur nicht genannt zu werden, führte Harlan das Projekt dann zu Ende.
Anschließend widmete sich Harlan seinem nächsten Film, den wiederum Gero Weckers Arca-Filmproduktion herstellen sollte: Ich werde dich auf Händen tragen nach der Novelle Viola Tricolor von Theodor Storm.

### Vorproduktion und Drehbuch
Harlans spätere Äußerung, er habe in der Nachkriegszeit lediglich Auftragsarbeiten und „Filmchen“ inszeniert, wird dem ambitionierten Vorhaben kaum gerecht. Immerhin konnte der Regisseur erstmals seit 1954 wieder einen Farbfilm drehen. Mit Werner Eisbrenner stand Harlan zudem ein renommierter Filmkomponist zur Verfügung, was ebenso für das Prestige des Projektes spricht wie die damalige Ankündigung im Fachblatt Film-Echo: „Geschäftsstark wie die großen Erfolgsfilme Veit Harlans Die goldene Stadt, Immensee u. a.“
Nach Immensee (1943) und Unsterbliche Geliebte (1951) handelte es sich um die insgesamt dritte Theodor-Storm-Verfilmung des Regisseurs. Abermals arbeitete Harlan maßgebend am Drehbuch mit, dessen erstmals 1874 erschienene Vorlage Viola Tricolor zahlreiche Parallelen zu seiner eigenen Biografie aufweist. Die Handlung wurde zudem in die Gegenwart versetzt sowie mit zahlreichen Anspielungen auf Harlans frühere Filme und persönliche Erfahrungen versehen. So wurde Ines Thormälen von Harlans Gattin Kristina Söderbaum verkörpert, während ihre Rivalin, das Kinderfräulein Anne, von seiner früheren Ehefrau Hilde Körber gespielt wurde.

### Produktion

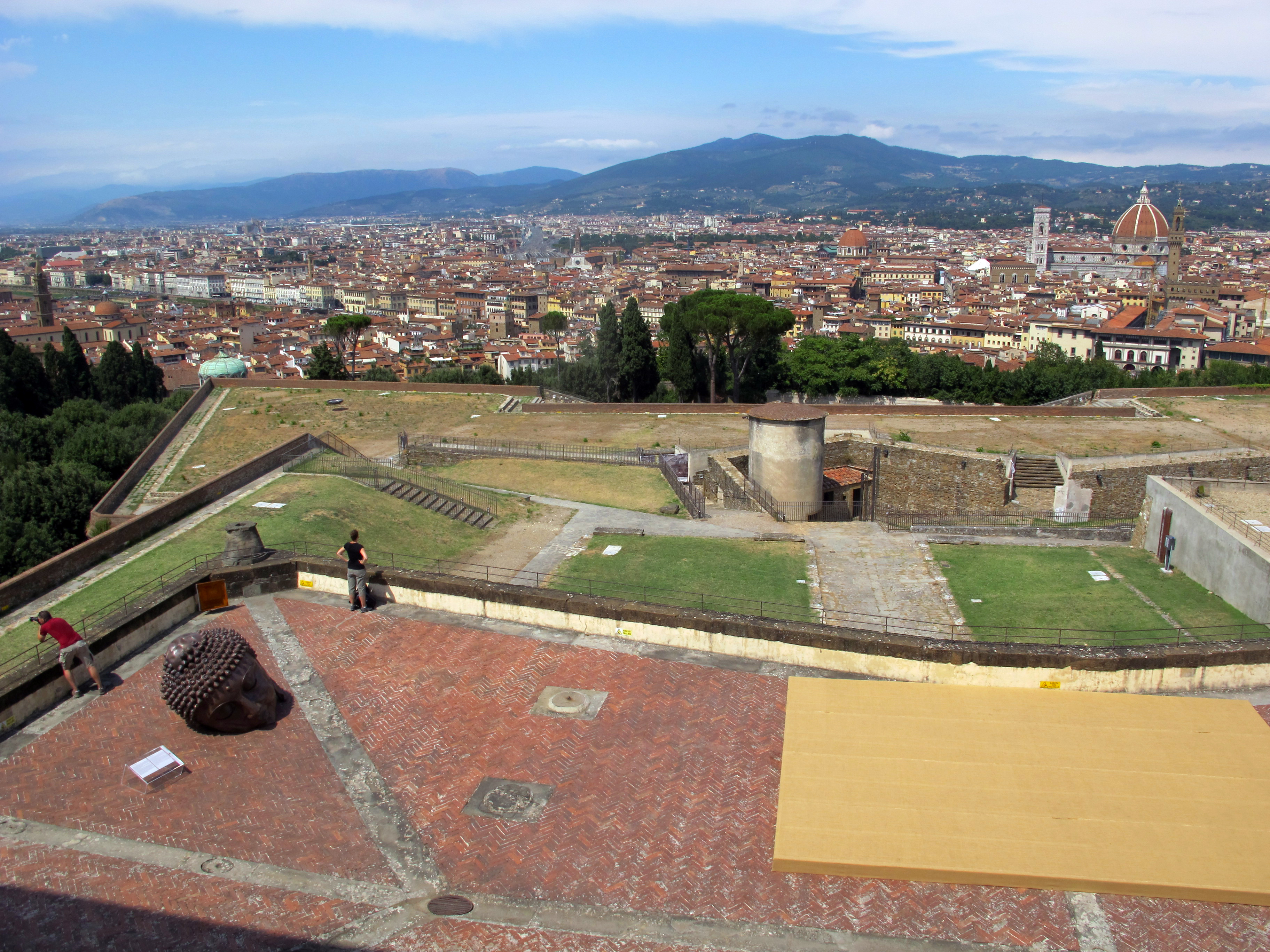
Die Aufnahmen am Forte di Belvedere, wo man einen Spaziergang drehte, sorgten für ein eindrucksvolles Panorama von Florenz.

Die Dreharbeiten begannen am 16. August 1958. Die Innenaufnahmen drehte man im Arca-Filmatelier in Berlin-Pichelsberg. Die Außenaufnahmen entstanden bei Husum, auf Sylt, in Florenz und Umgebung sowie in West-Berlin. Für die Filmbauten waren Ernst H. Albrecht und Hans Auffenberg verantwortlich. Die Kostüme entwarf Sinaida Rudow-Brosda. Herstellungsleiter war Alfred Bittins.
Nach den Dreharbeiten zu Ich werde dich auf Händen tragen erhielt Harlan das Angebot, den Horrorfilm Die Nackte und der Satan zu inszenieren, was er ablehnte. Auch sonstige Filmarbeiten scheute der gesundheitlich angeschlagene Regisseur fortan, sodass Ich werde dich auf Händen tragen sein letzter Spielfilm wurde.

### Filmmusik
Die Filmmusik wurde, unter Verwendung klassischer Stücke wie Edvard Griegs Klavierkonzert a-Moll op. 16, von Werner Eisbrenner komponiert und arrangiert. Es spielte das Berliner Sinfonie-Orchester mit Inge Wunder am Klavier.

## Rezeption

### Veröffentlichung
Ich werde dich auf Händen tragen wurde von der FSK ab 12 Jahren freigegeben. Am 7. November 1958 erfolgte die Uraufführung im Stuttgarter Gloria-Palast. Während sich das vom Constantin-Filmverleih vermarktete Werk bis Ende 1958 in den süddeutschen Kinos zu einem zufriedenstellenden bis sehr guten Geschäft entwickelte, war der Erfolg des Films ansonsten eher mäßig.
In den 1990er Jahren erschien der Film, der auch regelmäßig im Fernsehen gezeigt wurde, als VHS-Kaufvideo. Im Februar 2007 wurde der Film auf DVD veröffentlicht.

### Kritiken und Publikumsresonanz
Hermine Fürstweger bemängelte im Film-Echo die Abweichungen der literarischen Vorlage. Sie prophezeite aber immerhin, dass der Film „besonders in Kleinstädten reelle Chancen hat“ und ihm „der noch immer zugkräftige Name Kristina Söderbaums den nötigen Zuspruch verschafft.“
Der Katholische Film-Dienst sprach von „einer verstaubten Novelle von Storm“, die in „typischem Veit-Harlan-Stil“ inszeniert worden sei. Barbara Haller, die die Rolle Nesi spielte, sei „eine glückliche Besetzung, ganz abseits vom Klischee unserer süß-putzigen Kinokinder.“
Entsprechend fasst das Lexikon des internationalen Films zusammen: „Verstaubte Familientragödie, verfilmt in dem kolportagehaften und schwülstigen Regiestil, der Harlan eigen ist.“
Der Evangelische Filmbeobachter urteilte: „Wenn die für ihre minderwertige Ware […] bekannte Arca-Produktion und der ebenso bekannte Veit Harlan zusammen einen Film machen, dann kommt genau das heraus, was man erwartet: Der schlimmste Kitsch, der gegenwärtig in der deutschen Filmwirtschaft hergestellt wird.“
Auch Der Spiegel sah in dem Werk ein „verschwiemeltes Familiendrama“.
In Paimann’s Filmlisten wird der Film zwar ebenfalls als „nicht werkgetreu“, aber mit „symbolträchtiger Regie in abwechslungsreicher Umwelt“ beschrieben. Bei der „breiten Masse“ fände die Handlung „ziemliche Anteilnahme“.
Enno Patalas von der Zeitschrift Filmkritik konstatierte, dass Harlan diesen Film nutze, um „seine Aversion gegen das ›Fremde‹ und seinen Blutskult weiterzuverfolgen: der Geist der toten ersten Frau des Helden, der ›Welschen‹, verschwört sich mit ihrem Kind und ihren intriganten Verwandten gegen die neue, blonde Frau.“
Spätere Kritiken fielen deutlich milder aus. Anlässlich der Videoveröffentlichung hob Georg Seeßlen 1991 die Qualitäten des Films hervor. Dirk Jasper bezeichnete ihn als „Herz zerreißende[n] Film“, den Harlan „melodramatisch in Szene gesetzt“ habe. In seiner Harlan-Biografie Des Teufels Regisseur urteilte Frank Noack, dass Ich werde dich auf Händen tragen ein „außergewöhnlich sauber gearbeiteter Film mit perfekten Anschlüssen“ sei. Die Farbgestaltung sei „durchweg dezent und manchmal sogar verblüffend.“ Das Werk sei „ein persönlicher, ein hundertprozentiger Harlan-Film und keine lieblos ausgeführte Auftragsarbeit.“

## Weitere Stoffverfilmungen
- 1937: Serenade (Regie: Willi Forst)
- 1972: Vida tricolor (Regie: Luis Sánchez Enciso); spanischer Fernsehfilm im Rahmen der Reihe Hora once